# Hrvatski školski pravopis
Hrvatski školski pravopis troje autora: Stjepana Babića, Sande Ham i Milana Moguša, pravopis je nastao na temelju Hrvatskoga pravopisa Stjepana Babića, Božidara Finke i Milana Moguša. Predgovor je napisao Radoslav Katičić. Pravopis su ocijenili ocjenjivači Dalibor Brozović i Radoslav Katičić.

## Povijest
»Hrvatski pravopis« Stjepana Babića, Božidara Finke i Milana Moguša nastao je 1971. godine, ali je odmah pošto je objelodanjen i uništen zbog tadašnjih političkih (ne)prilika. Nekoliko je primjeraka ipak ostalo na životu, preneseno je u London i tamo otisnuto. Stoga je Babić-Finka-Mogušev Hrvatski pravopis uz ime dugo imao i nadimak – Londonac. Zanimljivo je da su mnogi pismeni ljudi pisali prema pravilima Babić-Finka-Moguševa pravopisa i u vrijeme dok je on bio zabranjen i nedostupan jer pravila koja je taj pravopis propisivao bila su ukorijenjena u hrvatskoj pisanoj praksi, što znači poznata i prihvaćena. Godine 1990. izlazi pretisak Hrvatskoga pravopisa iz 1971. godine i tek tada, dvadeset godina nakon nastanka, hrvatski građani mogu doći do te normativne knjige i proučavati je. Do sada je izišlo osam izdanja toga pravopisa, dopunjenih i izmijenjenih, a ovo je »školsko« izdanje nastalo na temelju posljednjega izdanja Babić-Finka-Moguševa pravopisa.

## Opis
Pravopisni je uzor, Babić-Ham-Moguševa pravopisa Babić-Finka-Mogušev Hrvatski pravopis, a novi pravopis troje autora ima još jedan atribut u naslovu uz hrvatski – školski. Dakle, temelji su pravopisne prakse već zacrtani u većem pravopisu trojice autora, a ovaj troje autora prilagođen je za škole. Stoga je on tanji i metodički prilagođen za osnovne i srednje škole.
Podijeljen je na tri velika poglavlja: Pravopisna pravila, Rječnik nazivlja i Pravopisni rječnik. Poglavlje Pravopisna pravila podijeljeno je na uobičajena poglavlja u pravopisu: Slovopis i pravopis, Glasovi i glasovni skupovi, Velika i mala početna slova, Tuđice, Sastavljeno i rastavljeno pisanje riječi, Pravopisni znakovi, Kratice. Razvidno je u ovoj podjeli na velika i manja poglavlja da autori rabe već u naslovima domaće nazivlje. U vezi s nazivljem, valja upozoriti na poglavlje Rječnik nazivlja u kojem je abecednim redom poredano pravopisno nazivlje. To je poglavlje opravdano za školski pravopis jer pojedini pravopisni pojmovi imaju različito nazivlje u različitim hrvatskim priručnicima pa se ovim pravopisom ono nastoji usustaviti, ujednačiti, ali i upoznati školsku djecu s navedenim nazivljem. Dovoljno je pogledati već prvu stranicu (od triju) ovoga maloga rječnika, pa uočiti različitost nazivlja. U Hrvatskom se školskom pravopisu rabi naziv zapornik, ali u Rječniku nazivlja nalazimo afrikata ili slivenik – v. zapornik. Ili pod natuknicom interpunkcija zapisano je v. razgodak. Sličnih primjera ima više, a njihov je cilj: a) uputiti učenike na hrvatsko nazivlje koje se rabi u Školskom pravopisu i b) omogućiti učenicima snalaženje u tekstovima koji rabe drugo nazivlje. Iz navedenih je primjera razvidno da autori uvijek daju prednost domaćem nazivu što je za svaki normirani jezik sasvim prirodno, a za pravopis namijenjen školskoj djeci zbog pedagoških razloga i potrebno.